# Ata notarial
Ata notarial é um ato notarial por meio do qual o tabelião – a pedido de parte interessada – lavra um instrumento público formalizado pela narrativa fiel de tudo aquilo que verificou por seus próprios sentidos sem emissão de opinião, juízo de valor ou conclusão, servindo a mesma de prova pré-constituída para utilização nas esferas judicial, extrajudicial e administrativa, de modo que a verdade (juris tantum) dos fatos ali constatados, só pode ser atacada por incidente de falsidade através de sentença transitada em julgado.
Conceituamos a ata notarial como instrumento público através do qual o tabelião ou seu preposto – a pedido de pessoa interessada ou por quem a ela represente – autentica em forma narrativa os fatos, se estado, e tudo aquilo que atesta por seus próprios sentidos sem a emissão de opinião, juízo de valor ou conclusão, portando por fé (pública) que tudo aquilo presenciado e relatado representa a verdade com consignação nos livros de notas.
Dividimos as espécies da ata notarial em três grandes condutores: i) as declarativas; ii) as diligenciais e iii) as eletrônicas. Na lavratura de qualquer das espécies de ata notarial, o tabelião ou preposto poderá seguir cinco procedimentos básicos para escrever uma ata notarial:

## Primeiro: Quem
Na doutrina notarial, solicitante é a denominação da pessoa que solicita a ata notarial. As pessoas que tem interesse em requerer são: a) as pessoas capazes, b) os relativamente incapazes (maiores de dezesseis), c) seus procuradores e d) as pessoas jurídicas.
Se a solicitação provier de incapaz: menção expressa à idade e por quem assistido; Se a solicitação for de procurador: menção expressa à representação, à data de lavratura, o livro, as folhas, o nome do cartório em que foi lavrada a procuração, e data da expedição da certidão, quando exibida por esta forma. Se a solicitação for de pessoa jurídica, os documentos comprobatórios de existência e representação.
A nosso ver, o instrumento particular de mandato é hábil para se fazer representar na ata notarial, conforme item 12.1 das Normas da Corregedoria Geral de Justiça de SP que diz ser vedado o uso de instrumentos particulares de mandato ou substabelecimentos, para lavratura de atos que exijam a escritura pública (art. 109 do Código Civil). Grifo nosso.
Ademais, constará o nome e a qualificação completa (nacionalidade, profissão, estado civil, número do documento de identidade, repartição expedidora, número de inscrição no cadastro de pessoas físicas, domicílio e residência) do solicitante e, do procurador, se houver, e de assistente o nome e o número do documento de identidade, repartição expedidora.
A comunicação ao tabelião para verificação dos fatos pode ser feitas por qualquer forma de comunicação (telefone, fax, e-mail), pessoalmente ou por terceiros. Frisamos que o solicitante estará pessoalmente na lavratura e assinará a ata perante o tabelião ou seu preposto, qualificando-o e identificando-o.

## Segundo: Quando
Constará expressamente a data e hora precisas da verificação dos fatos. Contudo, também constará na ata notarial a data da lavratura para a devida leitura e assinatura, e as eventuais datas efetivas das verificações dos fatos, quando estes forem sucessivos. Temos que é plenamente válida a verificação de fatos em dias anormais do expediente notarial, p. ex. sábados e domingos.
Frisamos que nestes casos, dependerá das circunstâncias e do entendimento do tabelião (ou preposto) sobre o caso apresentado, sobretudo se os fatos podem ser constatados noutro dia sem prejuízo do seu desaparecimento ou devem ser constatados no dia solicitado (sábados ou domingos).
De forma idêntica, a verificação de fatos pelo tabelião (ou preposto) pode ser constatada a qualquer hora, inclusive naquelas antecedentes e supervenientes ao expediente normal do Tabelionato. Salientamos que se deve mencionar expressamente na ata notarial, a data, o dia da semana (quando sábado ou domingo) e as horas, evidenciando assim a verdadeira realidade e certeza dos fatos.

## Terceiro: Onde
Os fatos podem ser verificados no Tabelionato (diligência interna), p. ex. na verificação de fatos na internet, onde o tabelião ou preposto acessa e verifica o conteúdo de sites no por meio de computador próprio no Tabelionato. Salientamos que, atualmente, se o tabelião (ou preposto) não tiver habilidades em informática facilmente poderá ser induzidos a erro, pois ao acessar e verificar fatos na internet em computadores de terceiros, poderá estar acessando páginas já armazenadas no computador (navegando em off line) invés de estar conectados à Internet.
Ademais, atualmente há programas que dão aparência às páginas off line ou armazenadas como se as mesmas estivessem realmente sendo exibidas na rede de comunicação de computadores Internet. Frisamos: Cuidado, não verificarem fatos na internet em máquinas de terceiros, exceto na verificação da existência de mensagens eletrônicas (e-mails).
Na verificação de fatos em diligência externa – o tabelião ou preposto – deverá verificar a sua competência territorial, conforme determina o art. 9º da Lei 8.935/94. E nos lugares particulares, onde o acesso se dê por autorização previa, p. ex. na entrada em residência de determinada pessoa, no remanescente não há impedimentos.

## Quarto: Objeto
Objeto é o fato a ser constatado, isto é, o fato a ser presenciado pelo tabelião. Geralmente as atas notariais – quanto ao objeto – se classificam em lícitos e ilícitos; físicos, eletrônicos e sensoriais.
Fatos lícitos são aqueles que não contrariam as leis, os contratos etc., são fatos cotidianos de acordo com a lei, p. ex. a constatação de um evento, a publicação de um livro ou lançamento de um sítio.
Fatos ilícitos são aqueles que contrariam as leis, os contratos, etc., como já dissemos em outras oportunidades, os fatos ilícitos podem ser verificados e descritos na ata, mas por prudência o tabelião deve consignar os motivos que levam a fazer a constatação.
O papel primordial da ata notarial é materializar o fato, se é ilícito, será transcrito como foi presenciado pelo tabelião e, a toda evidência não poderá contribuir para propagar o fato ilícito. No entanto, excluem-se os crimes penais, tais como: homicídios, estelionatos, lesões corporais etc.. A nosso ver, a constatação e materialização destes fatos são de competência exclusiva da polícia judiciária, em especial do delegado de polícia.
Fatos em meio físico são aqueles que podem ser tocados, que não mudam constantemente, p. ex. a verificação do estado de um imóvel.
Fatos em meio eletrônico são aqueles que, ao contrário dos físicos, não podem ser tocados, são aqueles que mudam constantemente, p. ex. a verificação duma notícia num determinado sítio na internet.
Fatos em meio sensorial são aqueles por meio da visão, audição e olfato, onde o tabelião (ou preposto) verifica por seus próprios sentidos, p. ex. a verificação de um diálogo telefônico em sistema viva-voz ou a verificação de substâncias cheirosas, cujo odor incomoda determinadas pessoas.

## Quinto: Por que (finalidade)
Este procedimento se refere à intenção do solicitante, para que o tabelião (ou preposto) possa lhe informar, se o êxito esperado é consubstanciado em ata notarial ou escritura pública.
Veremos sucintamente que a ata notarial se estende aos campos: processual e extraprocessual.
No campo processual, com aumento da sociedade, a desobediência às leis e aos contratos se multiplicou e a prestação jurisdicional tornou-se morosa, tendo como resultado um número enorme de processos judiciais à espera de julgamentos. Sabemos que a prova é o meio com que as partes em litígio procuram firmar a convicção do juiz, e invés de perícias morosas e custosas, as partes podem se valer da ata notarial como meio prático para a celeridade dos processos.
No campo extraprocessual, como a ata notarial pré-constitui prova, invés de acionar a máquina judiciária em primeiro plano, as partes litigiosas podem se valer da ata notarial para acordos extrajudiciais, portanto, prevenindo litígios e desonerando a colenda judiciária, me parece ser esta a sua essência e o fator de sua existência.
Para fins probatórios, a cada caso, o advogado proferirá seu saber jurídico para melhor comprovar o acontecimento e pré-constituir prova a favor da lide e para verdade dos fatos.
Assim, diante dos acontecimentos voláteis e dinâmicos, podemos citar alguns fatos autenticáveis, que os advogados e cidadãos podem se utilizar:
- diálogo telefônico em sistema de viva-voz;
- acontecimentos na Internet;
- uso e disponibilização indevida de música (MP3);
- existência de mensagens eletrônicas (e-mails);
- existência e capacidade de uma pessoa natural (atestado de vida);
- declarativa;
- transmissão e exibição de programa televisivo;
- vacância ou abandono de imóvel alugado;
- existência de projeto sigiloso e atribuição de autoria (propriedade industrial);
- existência de documentários, filmes, propaganda, programas de computador e atribuição de autoria (propriedade intelectual);
- cópia e transferência de dados entre disco rígido (HD) como geração de hash;
- devolução de chaves de imóvel alugado;
- existência de arquivos eletrônicos;
- compra de produto em estabelecimento comercial, etc.

Expomos neste modesto e pequeno artigo que a ata notarial é um importante instrumento que deve ser amplamente divulgado entre os operadores do direito e a sociedade em geral, de modo a se tornar útil no sistema jurídico brasileiro.
Desta forma, a ata notarial pode servir como robusto documento público para a comprovação de fatos tangíveis e intangíveis, como por exemplos, os bits.
E, não poderíamos deixar de lembrar, que a fé pública notarial impõe a presunção legal de veracidade, acautela direitos e previne litígios e suspeições.